# Dover (Virginia)
Dover ist ein gemeindefreies Gebiet in Loudoun County, Virginia. Dover befindet sich östlich von Middleburg an der Kreuzung der U.S. Route 50 mit der Champe Ford Road (Virginia State Route 629 South) und der Cobb House Road (Route 629 North). Der Little River, ein Nebenfluss des Goose Creek, entspringt hier entlang der U.S. Route 50.

## Geographie
Die Kreisstadt Leesburg ist 23 km entfernt, die Hauptstadt Washington, D.C. ist rund 64 km östlich von Dover gelegen. Dover liegt nur 2 Kilometer vom geschichtlich bedeutungsvollen Aldie entfernt.
Dovers geographisches Bedeutung ist überschätzt, da sich nur einige wenige Häuser in dem Dorf an der U.S. Route 50 befinden, jedoch hat Dover als benanntes Gebiet eine lange Geschichte und scheint auf Straßenkarten von Virginia oder sogar der gesamten USA auf. Grund hierfür ist wohl, dass die Little River Turnpike, Amerikas erste Mautstraße, und Aldie-Ashby's Gap Turnpike ungefähr hier endeten.

## Geschichte
Dovers zwei unveränderliche Kennzeichen sind Stoke, ein hervorstechendes Anwesen, das Teddy Roosevelt als häufigen Gast aufweisen konnte, und das Champe Ford Memorial, ein Obelisk, der John Champe gewidmet ist.
Die Dover Mill, die 1810 von der Hixson-Familie erbaut wurde und 1923 zerstört wurde (die Steine wurden zum Bau der Middleburg Bank wiederverwendet), war die ursprüngliche Hauptstütze. Sie war ein ertragreiches Geschäft vor dem Sezessionskrieg, konnte aber nie wieder den früheren Status herstellen, den sie in den Kriegsjahren an der Front verloren hatte. Die Dover Mill war auch ein bekannter Orientierungspunkt für Leute, die entlang der heutigen Champe Ford Road in das heute nicht mehr existierende Dorf Landmark reisen wollten.
Die Dover Academy war eine Mädchenschule in der Mitte des 19. Jahrhunderts. Das Haus wurde später von den McCormicks gekauft und ist derzeit im Besitz eines Nachfahren, Jamie McCormick.
Pheseant's Eye wurde von den Hixsons als Hauptwohnsitz in den 1820er-Jahren errichtet.

## Aktueller Zustand
Es gibt in Dover noch einige weitere alte Anwesen, ebenso einen Kindergarten und ein neues Bauernhaus an der „Kreuzung“. (An der Kreuzung der Route 50 mit der Route 629 gibt es nicht einmal ein Stopplicht, es gibt jedoch auch keinen Bedarf dafür.)
Dover kam einmal in der CBS-Reality-TV-Serie The Amazing Race (Staffel 9) vor, man sah die Kandidaten auf dem Weg zum Washington Dulles International Airport auf der Route 629 entlanglaufen. Dies ist wohl das einzige Mal, dass Dover im landesweiten Fernsehen vorkam.

## Persönlichkeiten
Folgende Persönlichkeiten leben in Dover oder wurden in Dover geboren:
- Michael Dell (* 1965), Unternehmer, besitzt ein Anwesen südlich von Dover an der Landmark School Road
- Virginia Warner, die Tochter des Senators John Warner (1927–2021)
- Jacqueline Mars (* 1940), die Enkelin des Gründers der Mars Incorporated, besitzt ein Anwesen an der Landmark School Road. Sie ist 2007 auf der Liste der Milliardäre des Forbes Magazine auf Platz 58.